# Dompierre-Becquincourt
Pour les articles homonymes, voir Dompierre.
Dompierre-Becquincourt est une commune française située dans le département de la Somme, en région Hauts-de-France.

## Géographie

### Localisation

#### Communes limitrophes
| Cappy              | Frise et Eclusier-Vaux | Herbécourt  |
| Fontaine-lès-Cappy | Dompierre-Becquincourt | Flaucourt   |
|                    | Fay                    | Assevillers |

### Description
Dompierre-Becquincourt est un village rural picard du Santerre  situé sur un plateau surplombant la vallée de la Somme, aisément accessible par l'ex-RN 29 (actuelle RD 1029), situé entre l'Historial de la Grande Guerre de Péronne et le musée d'Albert, se trouve sur le circuit du Souvenir, à une dizaine de kilomètres au sud-ouest de Péronne, à 36 km à l'est d'Amiens et 42 km au sud d'Arras.
En 2019, la localité est desservie par les autocars du réseau inter-urbain Trans'80, chaque jour de la semaine, sauf le dimanche et les jours fériés (ligne no 38  (Albert - Bray-sur-Somme - Péronne).
Le relief de la commune est celui d'un plateau sans accident de terrain. Le paysage est presque exclusivement plat et se compose de champs cultivés. Le sol de la commune est de nature silico-argileuse de formation crétacé. Il est composé par le limon des plateaux.
Aucun cours d'eau ne traverse la commune, qui est dépourvue de source.

### Hydrographie
La commune est située dans le bassin Artois-Picardie. Elle n'est drainée par aucun cours d'eau.

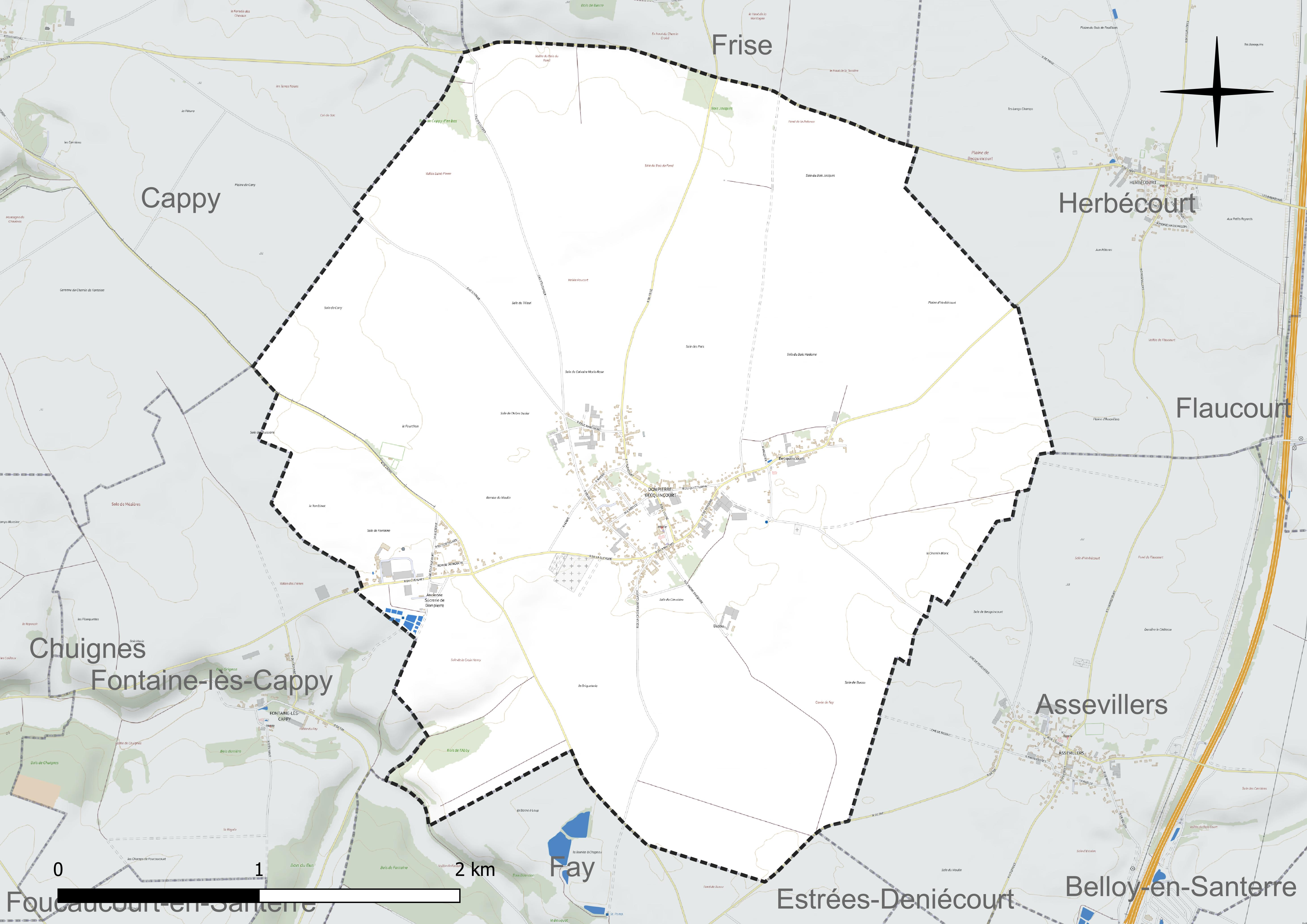
Réseau hydrographique de Dompierre-Becquincourt.

### Climat
Pour des articles plus généraux, voir Climat des Hauts-de-France et Climat de la Somme.
En 2010, le climat de la commune est de type climat océanique dégradé des plaines du Centre et du Nord, selon une étude du CNRS s'appuyant sur une série de données couvrant la période 1971-2000. En 2020, Météo-France publie une typologie des climats de la France métropolitaine dans laquelle la commune est exposée à un climat océanique et est dans la région climatique Nord-est du bassin Parisien, caractérisée par un ensoleillement médiocre, une pluviométrie moyenne régulièrement répartie au cours de l'année et un hiver froid (3 °C).
Pour la période 1971-2000, la température annuelle moyenne est de 10,3 °C, avec une amplitude thermique annuelle de 14,6 °C. Le cumul annuel moyen de précipitations est de 689 mm, avec 11,2 jours de précipitations en janvier et 8,8 jours en juillet. Pour la période 1991-2020, la température moyenne annuelle observée sur la station météorologique la plus proche, située sur la commune de Méaulte à 13 km à vol d'oiseau, est de 10,7 °C et le cumul annuel moyen de précipitations est de 730,3 mm,. Pour l'avenir, les paramètres climatiques de la commune estimés pour 2050 selon différents scénarios d'émission de gaz à effet de serre sont consultables sur un site dédié publié par Météo-France en novembre 2022.

## Urbanisme

### Typologie
Au 1er janvier 2024, Dompierre-Becquincourt est catégorisée bourg rural, selon la nouvelle grille communale de densité à sept niveaux définie par l'Insee en 2022.
Elle est située hors unité urbaine. Par ailleurs la commune fait partie de l'aire d'attraction de Péronne, dont elle est une commune de la couronne,. Cette aire, qui regroupe 52 communes, est catégorisée dans les aires de moins de 50 000 habitants,.

### Occupation des sols
L'occupation des sols de la commune, telle qu'elle ressort de la base de données européenne d'occupation biophysique des sols Corine Land Cover (CLC), est marquée par l'importance des territoires agricoles (93,1 % en 2018), en diminution par rapport à 1990 (95,5 %). La répartition détaillée en 2018 est la suivante :
terres arables (91,8 %), zones urbanisées (6,9 %), zones agricoles hétérogènes (1,3 %). L'évolution de l'occupation des sols de la commune et de ses infrastructures peut être observée sur les différentes représentations cartographiques du territoire : la carte de Cassini (XVIIIe siècle), la carte d'état-major (1820-1866) et les cartes ou photos aériennes de l'IGN pour la période actuelle (1950 à aujourd'hui).

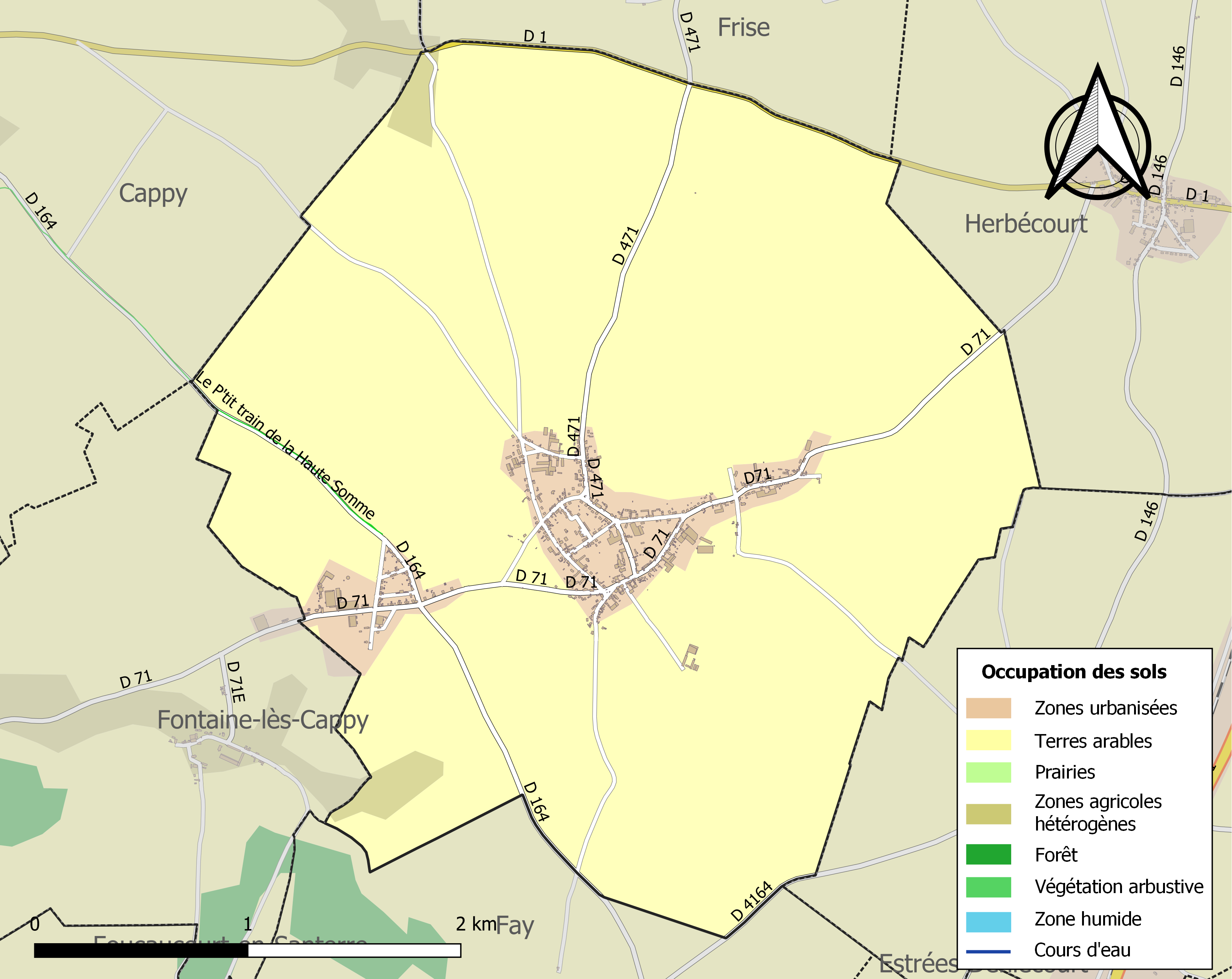
Carte des infrastructures et de l'occupation des sols de la commune en 2018 (CLC).

## Toponymie
La commune est formée de la fusion des paroisses de Dompierre-en-Santerre et de Becquincourt
- Dompierre est mentionné sous les formes Domnapetra en 1119 (Louis VI. Layette du trésor des chartes.); Donpierre en 1145 (Simon, évêque de Noyon. Cart. de Noyon.); Dampetra en 1217. (M. Decagny. Etat du dioc.); Domni Petra en 1219 (Ch. de Pétronille de Marigny.); Dompierre en 1301 (Pouillé.)[13].

Dompierre est un hagiotoponyme caché. Il s'agit vraisemblablement une formation toponymique carolingienne, époque à laquelle se développa le culte des saints. Le prieuré situé dans le village était consacré à saint Pierre. L'élément Dom- est équivalent de Saint- et est issu du bas latin domnus « saint », lui-même du latin classique dominus, il a parfois abouti à Dam- d'où l'homonyme Dampierre.
- Becquincourt est attesté sous les formes Bethonis curtis, sans date (M. Decagny.); Bechincourt, sans date (M. Decagny.); Bechincourt en 1143 (Célestin II, pape. Cart. de Prémontré.); Bekincort en 1188; Bequincort en 1214. (Dénomb. Regist. de Philippe-Auguste.); Bequincourt en 1579 (Ortelius.); Becquincourt en 1648 (Pouillé général.)[16],[17].

L'élément -court, représente l'appellatif court, issu du bas latin cōrtem(comprendre gallo-roman CORTE) ou éventuellement curtis, utilisé en toponymie dans l'extrème nord du domaine d'oïl pour traduire le germanique hof de même sens, et désignant une cour de ferme, une ferme, un domaine puis un village (cf. Bét(h)ancourt, Bét(h)oncourt, Bettencourt / Bettenhofen, Bettenhoven). L'élément Becquin- représente un anthroponyme de type germanique,. Il est vraisemblable que le -t- de la première forme non datée est en fait une graphie pour -c- comme c'est souvent le cas dans les textes médiévaux, à moins qu'il ne s'agisse d'une fausse attribution. Il n'y a donc pas lieu de considérer Bécquincourt comme homonyme des nombreux toponymes du type Béthoncourt (voir ci-dessus), c'est pourquoi Albert Dauzat propose le nom de personne germanique Bicco, la terminaison -o(n) de Bethon- / Bechon- est alors valide. Cependant, Ernest Nègre nuance ce point de vue en suggérant le germanique Becco, auquel est adjoint le suffixe germanique -ingem, sans doute susceptible, selon lui, d'expliquer la finale -in de Bechin- / Bekin- (ce qui implique le rejet de la forme en Bethon- / Bechon-).
Remarques : -ingem n'est pas un suffixe, mais représente dans le domaine flamand l'évolution du double suffixe -ing-hem. En revanche, il y a bien un suffixe -ing(en) que le même Ernest Nègre cite souvent sous les formes romanisées -ingos / -ingas. Les noms de personnes qui composent les toponymes en -court sont généralement fléchis à l'ancien cas régime, d'où les finales des anthroponymes en -on, -an, -ain...

## Histoire

### De la préhistoire à la fin duXIXesiècle

#### Dompierre-en-Santerre
- Dompierre est d'origine ancienne. On y découvre encore des silex taillés dans les champs qui entourent le village et même dans les jardins[19].
- L'archéologie a montré l'existence de villas gallo-romaines et d'un fanum sur le territoire de Dompierre.
- Le prieuré de Dompierre existe dès les premières années du XIIe siècle ; en 1109, il appartenait à l'ordre de Cluny[19].
- En 1383, il est transformé en une grande exploitation agricole. Dès le XIIIe siècle, les abbés de Saint-Barthélelemy[précision nécessaire]  deviennent les seigneurs de Dompierre[19].
- En 1597, les guerres empêchant le labour, les religieux sont obligés de baisser le prix des fermages[19].
- En 1632, 1633 et 1634 les troupes du comte de Soissons campées à Cappy et aux environs, empêchant le labour, les propriétaires sont obligés de faire la remise des fermages[19].
- La Maladrerie possède en 1695, 62 hectares de terres[19].
- Dès 1689, le village dispose d'une école[19].
- À la fin de l'épopée napoléonienne, en 1814 et 1815, pendant la Campagne de France et les Cent jours, les Cosaques séjournent dans le secteur et laissent des traces de leur passage[19].

- Durant la guerre franco-allemande de 1870, la localité souffre de l'invasion allemande par suite du siège de Péronne. Le général Von Gœben loge pendant 10 jours chez le curé d'où il lança plusieurs ordres importants. Le montant des réquisitions, en nature et en argent, est de 74 259 fr[20].

- En 1881, la Sucrerie Normand s'installe à Dompierre-en-Santerre et s'y développe. Elle compte en 1881 deux générateurs à vapeur, et, en 1892, neuf chaudières à vapeur et autres appareils de production d'énergie[21],[22]..

#### Becquincourt
- Au  XIIe siècle, le village de Becquincourt appartient au comte de Vermandois. Eléonore en fut la dernière titulaire.
- En 1414, Jean Ier de Bourgogne, duc de Bourgogne passe à Éclusier après avoir logé au château de Becquincourt.
- Pendant les Guerres de religion, le château fort appartient aux d'Humières, dont l'un est gouverneur de Péronne en 1568.
- En 1589, la seigneurie de Becquincourt est confisquée par Charles d'Humières passé au service de Henri IV.
- Enfin, sous Louis XIII, la forteresse est détruite et jusqu'en 1872, on pouvait en voir les ruines.
- En 1707, la présence d'un maître d'école est attestée dans la paroisse de Becquincourt.
- En 1814 et en 1815, pendant la campagne de France, les Cosaques séjournent dans le pays et laissent des traces de leur passage.

- Durant la guerre franco-allemande de 1870, la localité souffrit également de l'invasion allemande à la suite du siège de Péronne. Le général von Goeben logea le 6 janvier 1871 à la ferme du Moulin. Des réquisitions, importantes en nature et en argent étaient exigées par les ennemis qui s'emparaient de tout ce qui était à leur convenance[20].

### Première Guerre mondiale
- Le 26 août 1914, la canonnade se fit entendre et la lueur des incendies incita les habitants de Dompierre et de Becquincourt à fuir. Le lendemain, un avion allemand Tauben survola les villages et une fusillade retentit à l'extrémité de Dompierre. Une ferme de Becquincourt flamba vers 23 h 30. Les uhlans occupèrent le village. Le 28 août, les habitants restés à Dompierre dont le curé sont faits prisonniers, les deux villages sont pillés[23].
- Le 14 septembre, l'armée française arriva aux villages après la bataille de la Marne. Une partie de la population revint chez elle[24].
- Du 26 au 30 septembre 1914, Dompierre et Becquincourt subirent cinq jours de bombardement intensif de la part des 18 canons allemands d'abord, la population se terra dans les caves. On compta jusque vingt obus à la minute. Le 30 ce fut l'artillerie française qui riposta. Les Allemands rassemblèrent 80 hommes prisonniers valides à Becquincourt et les acheminèrent à Péronne puis en Allemagne[23].
- Les 30 et 31 octobre, les combats font rage entre Français et Allemands, ces derniers eurent le dessus. Dompierre et Becquincourt, devinrent jusqu'au 1er juillet 1916, la première ligne de front allemande[23].
- Le 9 novembre 1914, les Allemands évacuèrent les derniers habitants restés dans les villages.
- En mars-avril et juillet 1915, ce fut la guerre des mines à laquelle Blaise Cendrars participa[23].
- Le 1er juillet 1916, au premier jour de la bataille de la Somme, Dompierre et Becquincourt furent pris par les troupes coloniales françaises du 23e régiment d'infanterie coloniale. En novembre-décembre 1916, les soldats s'enlisaient dans la boue comme le rapporte le témoignage de Jean Hugo, arrière-petit-fils du grand écrivain[23]. Les Français puis les Britanniques arrivés en mars 1917 cantonnèrent à Dompierre jusqu'en mars 1918.

- Le 21 mars 1918, ce fut le début de la bataille du Kaiser, l'armée allemande lança sa dernière grande offensive et marcha sur Amiens.
- Le 8 août 1918, ce fut le début de l'offensive des Cent-Jours, la contre-offensive victorieuse des Alliés. Dompierre et Becquincourt furent libérées le 23 août par la IVe armée britannique du général Rawlinson[23].

Dampierre et Becquincourt sont considérés comme détruits à la fin de la guerre. La sucrerie est en ruine – comme 30 des 34 sucreries que comptait le département de la Somme en 1914. Les deux villages sont décorés de la Croix de guerre 1914-1918, le 27 octobre 1920.

### Entre-deux-guerres

Plan du réseau départemental à voie étroite de 60 cm de la Somme en 1923, exploité par le ministère des Régions libérées.

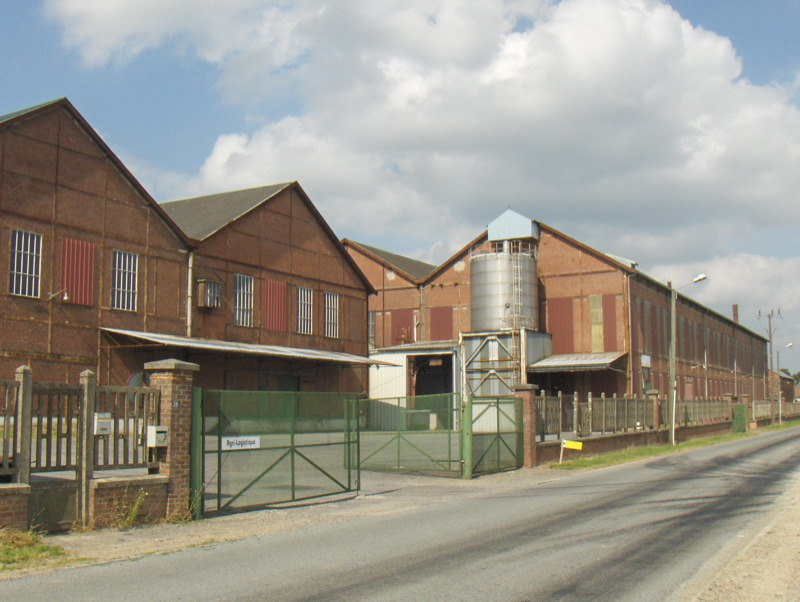
La sucrerie en 2008.

L'Entre-deux-guerres est pour Dompierre et Becquincourt une période de reconstruction des villages détruits et d'importantes transformations urbanistiques.
La création d'un cimetière militaire près du cimetière communal est décidé par la municipalité en 1920, et la reconstruction débute en 1920. Le monument aux morts est érigé en 1924.
L'ancien chemin de fer militaire de l'armée française à voie de 60 cm, construit pour alimenter le front de la bataille de la Somme, est utilisé par le ministère des Régions libérées (MRL)  pour les besoins civils.
La sucrerie est reconstruite en 1922 grâce aux dommages de guerre payés par l'Allemagne et devient la « Sucrerie centrale du Santerre » (SCS). À la fin de l'exploitation civile du chemin de fer militaire, certaines sections du réseau sont reprises entre 1921 et 1926 par la « Sucrerie centrale du Santerre » (SCS) pour les besoins de son exploitation. Elle les structure en trois lignes :
- Dompierre - Barleux ;
- Dompierre - Chaulnes ;
- Dompierre - Cappy. Celle-ci est l'origine du Chemin de fer Froissy-Dompierre.

La sucrerie se développe progressivement jusqu'aux années 1970, avec la création d'extensions considérables : râperie, distillerie, four à chaux, cuves...
Devant la Sucrerie Centrale du Santerre, une vingtaine de pavillons, avec jardins attenants, pour un total d'une cinquantaine de logements, sont ensuite construits par l'entreprise pour loger ses cadres, ouvriers et saisonniers.
En 1936, une cellule du Parti communiste français existe à Dompierre.

Cité ouvrière de l'ancienne sucrerie en 2008
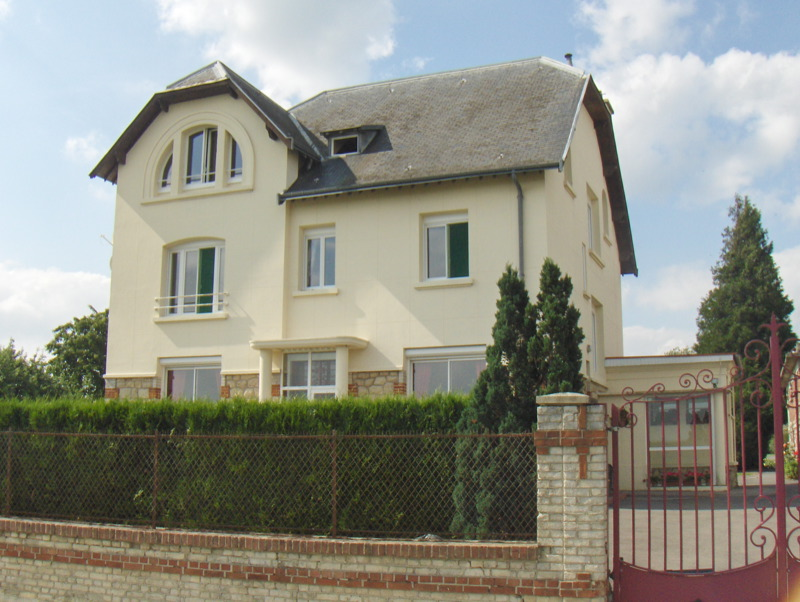
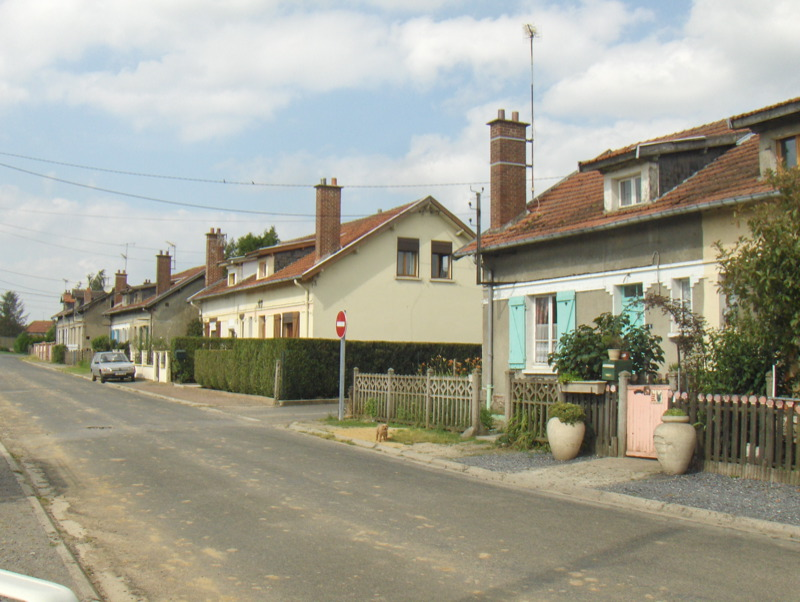
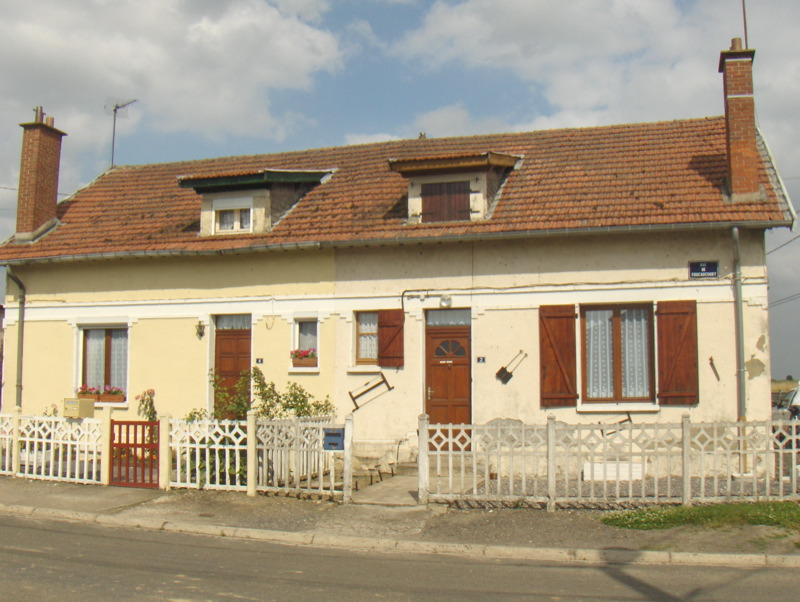
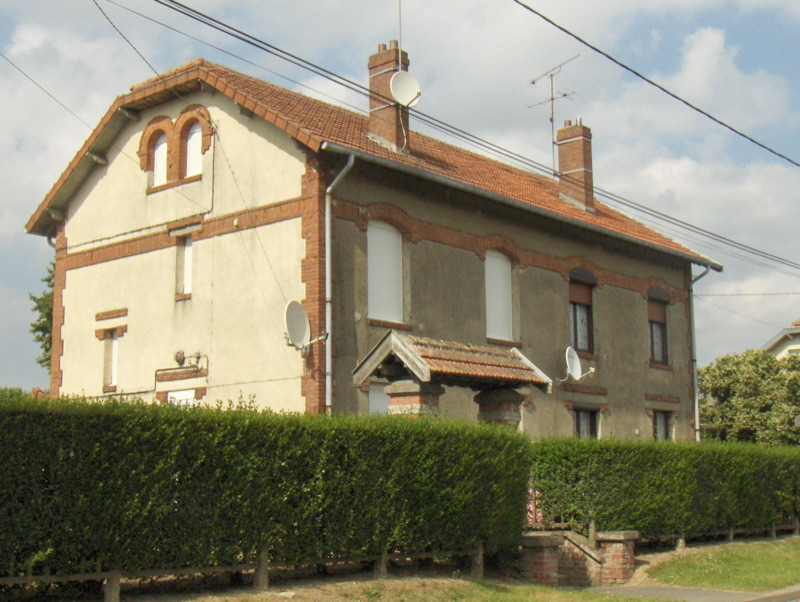

### Seconde Guerre mondiale
Au début de la Seconde Guerre mondiale, au cours de la Bataille de France, après la percée de Sedan, le 10 mai 1940, la sucrerie de Dompierre est occupée par l'armée allemande qui l'utilise comme point d'appui pour contrôler le plateau du Santerre. Becquincourt est également occupée par les Allemands. La 19e division d'infanterie française ne peut parvenir à en reprendre possession, et l'attaque allemande du 5 juin 1940 oblige les troupes françaises à se replier.
En novembre 1941, l'instituteur et secrétaire de mairie, M. Lenglet, prisonnier de guerre, est libéré et reprend son poste à Dompierre.
En 1943, René Prot est emmené en Allemagne au titre du STO, il y meurt.
Plusieurs parachutages d'armes et de munitions ont lieu à Dompierre dans la nuit du 31 mars au 1er avril, le 2 juin et le dans la nuit du 5 au 6 juillet 1944. Une manifestation patriotique se déroule le 14 juillet avec drapeau tricolore devant l'église, alors que le pays est encore occupé.
Les 16 et 17 juillet 1944, des résistants de Dompierre sont arrêtés : Raphaël Van den Bossche, le maire Paul Marchand, Raymond Holmière, Marcel Gogibus, Roland Blondel et Albert Colombin, de Corbie. André Ghesquière, un Belge, réfractaire au STO qui tentait de s'enfuir est abattu par les Allemands. D'autres peuvent s'échapper avant d'être arrêtés. Emmenés au camp de Royallieu à Compiègne, les prisonniers sont déportés à Buchenwald puis au Kommando de Neu-Stassfurt, sauf Roland Blondel qui peut s'enfuir lors du passage du convoi à Suippes (Marne). Partis par le convoi du 17 août 1944, ils arrivent à Buchenwald le 22 août. Paul Marchand meurt la nuit du 2 mai 1945 au cours de l'évacuation forcée du camp par les Allemands.

### L'Après guerre
En 1964, la commune de Dompierre-en-Santerre fusionne avec celle de Becquincourt pour former la commune actuelle de Dompierre-Becquincourt.
L'église Saint-Denis de Becquincourt est fermée et désacralisée en 1980.
La sucrerie, qui utilise l'ancien chemin de fer militaire à voie étroite jusqu'en 1973 pour transporter le sucre jusqu'au canal de la Somme, ferme en 1988. Au début des années l'entreprise traite chaque saison environ 4 500 tonnes de betteraves. La sucrerie emploie en 1962 plus de 200 salariés, en 1983, 255 personnes. En 1986, peu avant la fermeture, elle emploie moins de 200 salariés.
En 1971, commence l'exploitation touristique de la ligne par le Petit train de la Haute-Somme.

## Politique et administration

### Rattachements administratifs et électoraux
La commune se trouve dans l'arrondissement de Péronne du département de la Somme. Pour l'élection des députés, elle fait partie depuis 1958 de la cinquième circonscription de la Somme.
Elle faisait partie depuis 1801 du canton de Chaulnes (Béquincourt, initialement intégré au canton de Bray-sur-Somme, n'a été rattaché à celui de Chaulnes qu'en 1964). Dans le cadre du redécoupage cantonal de 2014 en France, la commune est intégrée au canton de Ham.

### Intercommunalité
La commune était adhérente de la communauté de communes de Haute-Picardie créée en 1994 sous le nom de communauté de communes de Chaulnes et environs, et qui a pris sa dénomination de communauté de communes de Haute-Picardie en 1999.
Dans le cadre des dispositions de la loi portant nouvelle organisation territoriale de la République du 7 août 2015, qui prévoit que les établissements publics de coopération intercommunale (EPCI) à fiscalité propre doivent avoir un minimum de 15 000 habitants, la préfète de la Somme propose en octobre 2015 un projet de nouveau schéma départemental de coopération intercommunale (SDCI) qui prévoit la réduction de 28 à 16 du nombre des intercommunalités à fiscalité propre du département.
Le projet préfectoral prévoit la « fusion des communautés de communes de Haute Picardie et du Santerre », le nouvel ensemble de 17 954 habitants regroupant 46 communes,,. À la suite de l'avis favorable de la commission départementale de coopération intercommunale en janvier 2016, la préfecture sollicite l'avis formel des conseils municipaux et communautaires concernés en vue de la mise en œuvre de la fusion le 1er janvier 2017.
Cette procédure aboutit à la création au 1er janvier 2017 de la communauté de communes Terre de Picardie, dont la commune est désormais membre.

### Liste des maires
| Période                                  | Période                      | Identité             | Étiquette | Qualité |
| ---------------------------------------- | ---------------------------- | -------------------- | --------- | --- |
| Les données manquantes sont à compléter. |                              |                      |           | |
| 1888                                     | 1904                         | M. Daudre            |           | |
| 1904                                     | 1925                         | Alphonse Perin       |           | |
| 1925                                     | 1941                         | Ernest Parin         |           | Agriculteur Désigné par l'ennemi pendant la Seconde Guerre mondiale, jusqu'en juin 1941                                                                       |
| 1941                                     | 1944                         | Paul Marchand        |           | Agriculteur désigné par l'ennemi de juin 1941 jusqu'au 16 juillet 1944, jour de son arrestation. mort en déportation                                          |
| 1944                                     | 1947                         | Ernest Parin         |           | |
| 1947                                     | 1953                         | M. ou Mme Delarmoire |           | |
| 1953                                     | 1959                         | René Loupe           |           | Directeur de la Sucrerie centrale du Santerre (SCS) |
| 1959                                     | 1961                         | Raymond Lemaitre     |           | Gendarme retraité Décédé en fonction le 9 octobre 1961 |
| 1961                                     | 1962                         | Jacques Caron        |           | Comptable à la sucrerie Démissionnaire |
| 1962                                     | 1977                         | Marcel Hemar         |           | Agriculteur |
| 1977                                     | 1983                         | Hubert Macalin       |           | Jardinier à la sucrerie |
| 1983                                     | 1984                         | Pierre Caron         |           | Comptable à la sucrerie Démissionnaire |
| 1984                                     | 1985                         | Hubert Macalin       |           | Jardinier à la sucrerie Décédé en fonction |
| 1985                                     | 1995                         | Christian Vasseur    |           | Instituteur |
| 1995                                     | 2001                         | Lucien Perin         |           | Agriculteur |
| 2001                                     | 2014                         | Michel Macalin       |           | Militaire retraité, colonel de la réserve citoyenne Président de la CC de Haute-Picardie (2008 → 2014) Vice-président du pays Santerre Haute-Somme (? → 2014) |
| 2014                                     | En cours (au 8 octobre 2020) | Jean-Luc Maillard    | NC        | Agriculteur, réélu pour le mandat 2020-2026, |

## Population et société

### Démographie
L'évolution du nombre d'habitants est connue à travers les recensements de la population effectués dans la commune depuis 1793. Pour les communes de moins de 10 000 habitants, une enquête de recensement portant sur toute la population est réalisée tous les cinq ans, les populations de référence des années intermédiaires étant quant à elles estimées par interpolation ou extrapolation. Pour la commune, le premier recensement exhaustif entrant dans le cadre du nouveau dispositif a été réalisé en 2008.

En 2022, la commune comptait 714 habitants, en évolution de +1,56 % par rapport à 2016 (Somme : −1,26 %, France hors Mayotte : +2,11 %).
| 1793 | 1800 | 1806 | 1821 | 1831 | 1836 | 1841 | 1846 | 1851 |
| ---- | ---- | ---- | ---- | ---- | ---- | ---- | ---- | ---- |
| 608  | 653  | 790  | 624  | 659  | 624  | 652  | 646  | 655  |

| 1856 | 1861 | 1866 | 1872 | 1876 | 1881 | 1886 | 1891 | 1896 |
| ---- | ---- | ---- | ---- | ---- | ---- | ---- | ---- | ---- |
| 617  | 600  | 627  | 635  | 626  | 648  | 622  | 615  | 625  |

| 1901 | 1906 | 1911 | 1921 | 1926 | 1931 | 1936 | 1946 | 1954 |
| ---- | ---- | ---- | ---- | ---- | ---- | ---- | ---- | ---- |
| 650  | 628  | 586  | 195  | 451  | 563  | 574  | 576  | 650  |

| 1962 | 1968 | 1975 | 1982 | 1990 | 1999 | 2006 | 2008 | 2013 |
| ---- | ---- | ---- | ---- | ---- | ---- | ---- | ---- | ---- |
| 613  | 703  | 635  | 646  | 664  | 642  | 632  | 629  | 692  |

| 2018 | 2022 | - | - | - | - | - | - | - |
| ---- | ---- | - | - | - | - | - | - | - |
| 708  | 714  | - | - | - | - | - | - | - |

### Enseignement

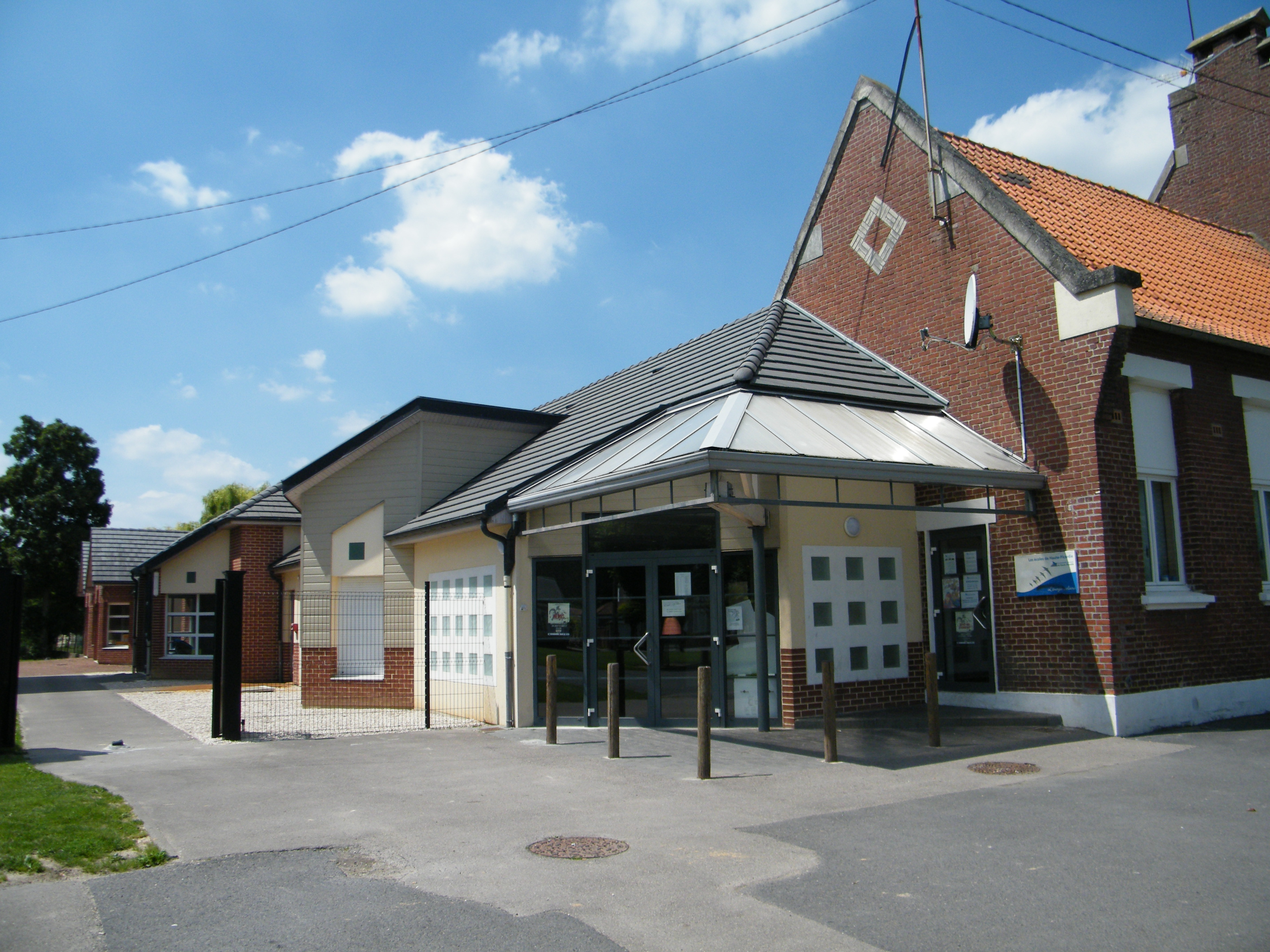
Entrée du RPC.

Les enfants de la commune, de Chuignes, Fontaine-les-Cappy et Foucaucourt-en-Santerre sont scolarisés au sein d'un regroupement pédagogique concentré (RPC) de 6 classes en 2016, géré par l'intercommunalité et situé à Dompierre-Becquincourt.
L'association Familles Rurales gère le centre de loisirs pendant trois semaines en août.

### Sports
Le football, la gymnastique féminine et la zumba sont pratiqués[Quand ?] au village[réf. nécessaire].
Le Football Club de Dompierre-Becquincourt est fondé en 1937 par les employés de la sucrerie du village. À sa création, le club dispose de ressources financières élevées notamment grâce au soutien des dirigeants de la sucrerie locale. Le club et son stade sont relancés en 2019 après une période de décrépitude.

### Autres équipements

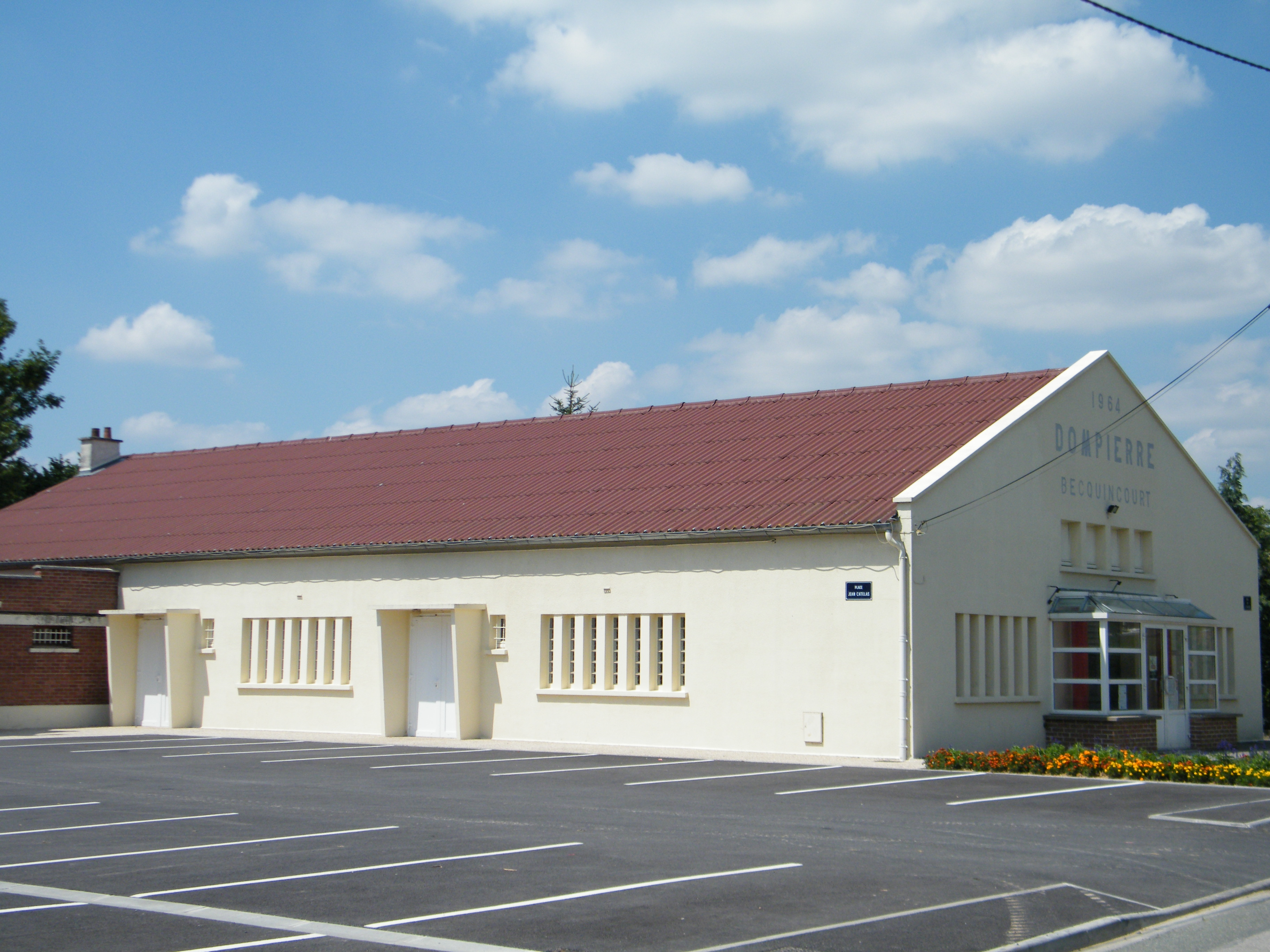
La salle communale, construite en 1964.

### Manifestations culturelles et festivités
La commune fait partie de l'association des Dompierre de France, qui réunit les 23 communes françaises dont le nom est composé de Dompierre.
Chaque année, Dompierrois et Dompierrais se réunissent lors d'une fête nationale. En 2013, cette fête a eu lieu à Dompierre-les-Ormes en Saône-et-Loire.
La fête locale de Dompierre-Becquincourt a lieu le 2e dimanche après saint Pierre et saint Paul, le 2e dimanche de juillet.

### Vie associative
Référence nécessaire|Le Comité d'animations anime la commune (repas, réderie, concert....) et participe au spectacle qui a lieu lors de la distribution des jouets de Noël et à la chasse aux œufs pour les enfants. Il organise la plantation de rosiers pour chaque enfant né dans l'année.
Le 7 juillet 2018, Tchiot Pierre, un géant de 4 m de haut et pesant 70 kg est présenté pour la première fois lors de la fête locale.
Les Mardis Créatifs proposent des activités variées tous les mardis après-midi.
Le Club des Ainés se réunit tous les quinze jours pour jouer aux cartes.
L'association des Anciens Combattants est présente lors des cérémonies de commémoration.

## Économie
La disparition de la sucrerie de Dompierre en 1988 a fait chuter l'activité économique de la commune, qui est désormais principalement agricole.
Les activités commerciales et artisanales sont peu nombreuses. Les services de proximité sont ceux de la plupart des communes avoisinantes: école primaire, santé, etc.
Restent[Quand ?] : un commerce (la pharmacie), une agence postale, un point de vente à la ferme de Benjamin Parin (agriculteur et volaillers), un distributeur de pains et viennoiseries sur la place du village. Les marchands et les boulangers ambulants font l'appoint pour les personnes âgées.

## Culture locale et patrimoine

### Lieux et monuments

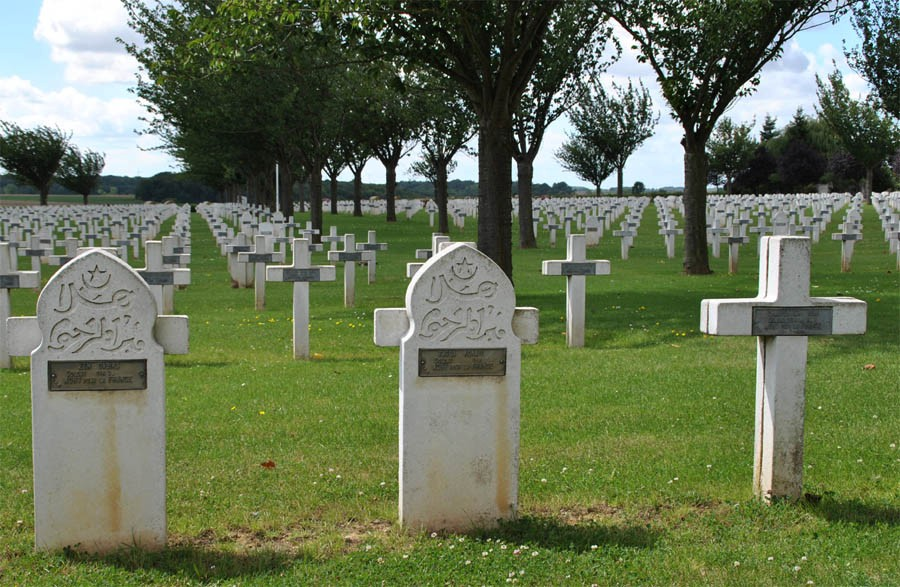
Nécropole nationale de Dompierre-Becquincourt.
Au premier plan, tombes de soldats musulmans morts pour la France.

- Nécropole nationale de Dompierre-Becquincourt : 
:Ce cimetière militaire français de la Première Guerre mondiale fut créé en 1920. Il rassemble 7 034 sépultures dont 1 641 dans quatre ossuaires. Parmi les tombes, on trouve de nombreuses tombes de soldats coloniaux, une tombe belge et une russe[50].

- Le Petit train de la Haute-Somme (Chemin de fer Froissy-Dompierre), qui exploite une partie de l'ancien chemin de fer militaire de la Première Guerre mondiale[51],[52]

- Église Saint-Pierre de Dompierre-en-Santerre, reconstruite après 1918. Elle remplace l'ancienne église médiévale détruite pendant la Première Guerre mondiale .
- Église Saint-Denis de Becquincourt, reconstruite de 1928 à 1930 par l'architecte Louis Poisson. Elle remplace l'ancienne église médiévale détruite pendant la Première Guerre mondiale. En raison de la baisse de la pratique religieuse et de la fusion des deux anciennes communes, l'église est de moins en moins utilisée. Monseigneur l'Évêque d'Amiens avait donné son accord par lettre du 20 juin 1978 pour que l'église soit désaffectée, sous réserve que la population soit consultée. La population n'y ayant exprimé aucune opposition, Monseigneur l'Évêque a donné son consentement par lettre du 4 juillet 1983. Monsieur le Préfet de la Somme a prononcé sa désaffectation par arrêté en date du 19 mai 1983. Rapidement abandonnée, elle s'est transformée progressivement en dépotoir communal. Elle est finalement vendue le 29 avril 2008 à un jeune du village qui la sauve ainsi de son abandon, dans l'espoir de la rouvrir un jour au public. Elle est toujours en cours de rénovation pour devenir un logement insolite et un lieu d'expositions pour les artistes locaux, rebaptisée l'église Plük par son propriétaire qui la rénove seul depuis 15 ans. L'église Plük fait un passage dans l'émission culturelle de France Télévision "Des Racines et des Ailes - Sur la route des Hauts-de-France" le 6 décembre 2017. Il y a eu un partenariat en 2016 avec l'ENSAP, l'École d'Architecture de Lille, où 18 étudiants, dont 6 étudiants de dernière année, ont travaillé pendant 6 mois sur le projet dans le cadre de la validation de leurs études.
- Le monument aux morts de Dompierre-en-Santerre : au sommet d'une borne pyramidale a été posée la statue d'un poilu enjambant le parapet de la tranchée pour partir à l'assaut le fusil à la main[53].
- L'ancienne sucrerie de Dompierre-en-Santerre[22],[54].

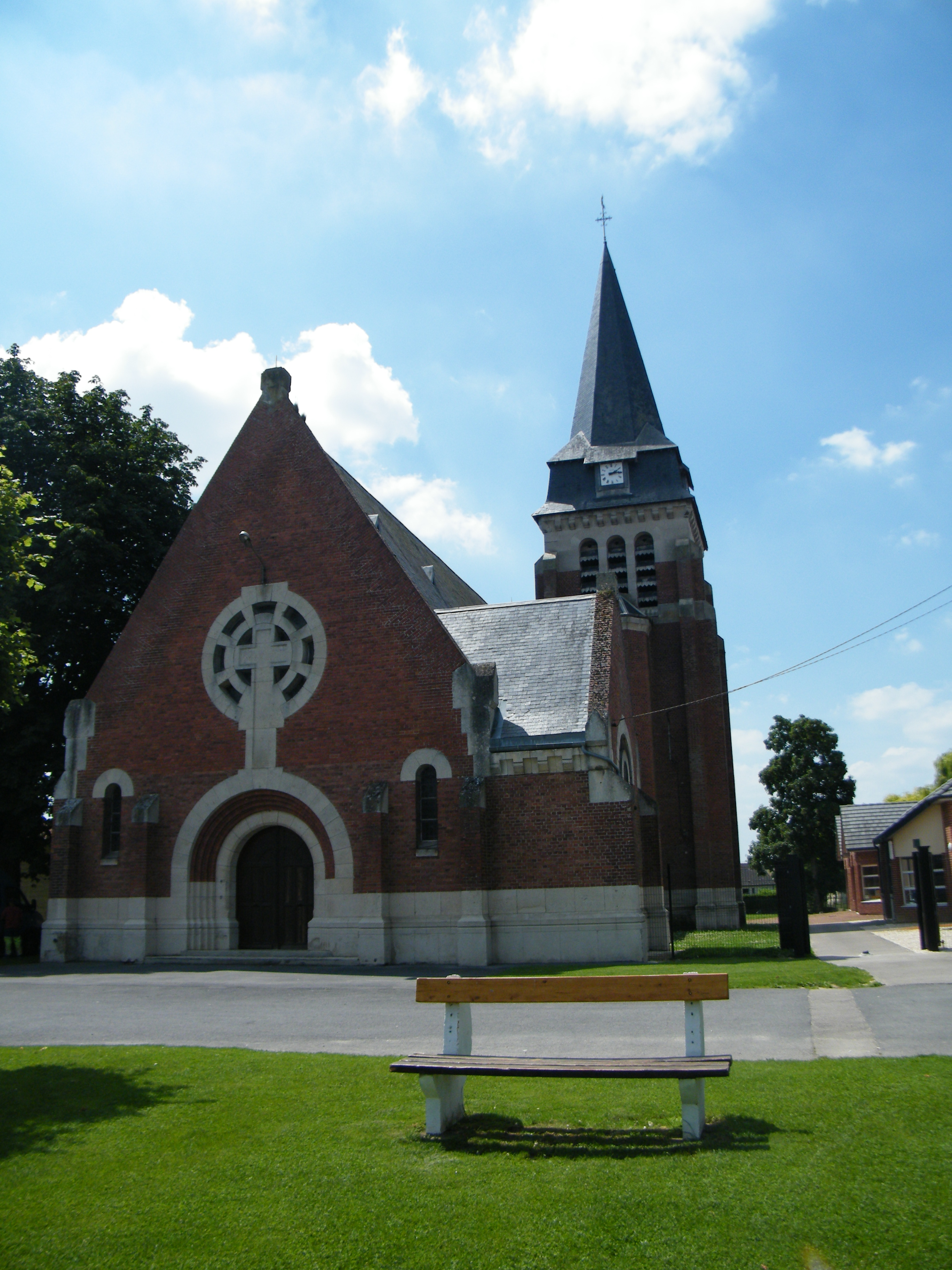
L'église Saint-Pierre de Dompierre-en-Santerre
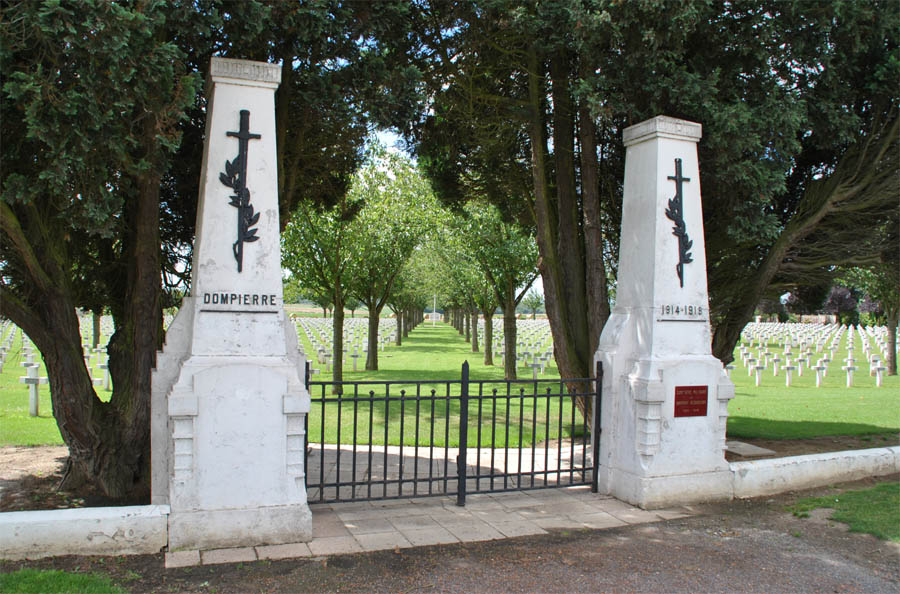
Entrée de la Nécropole nationale
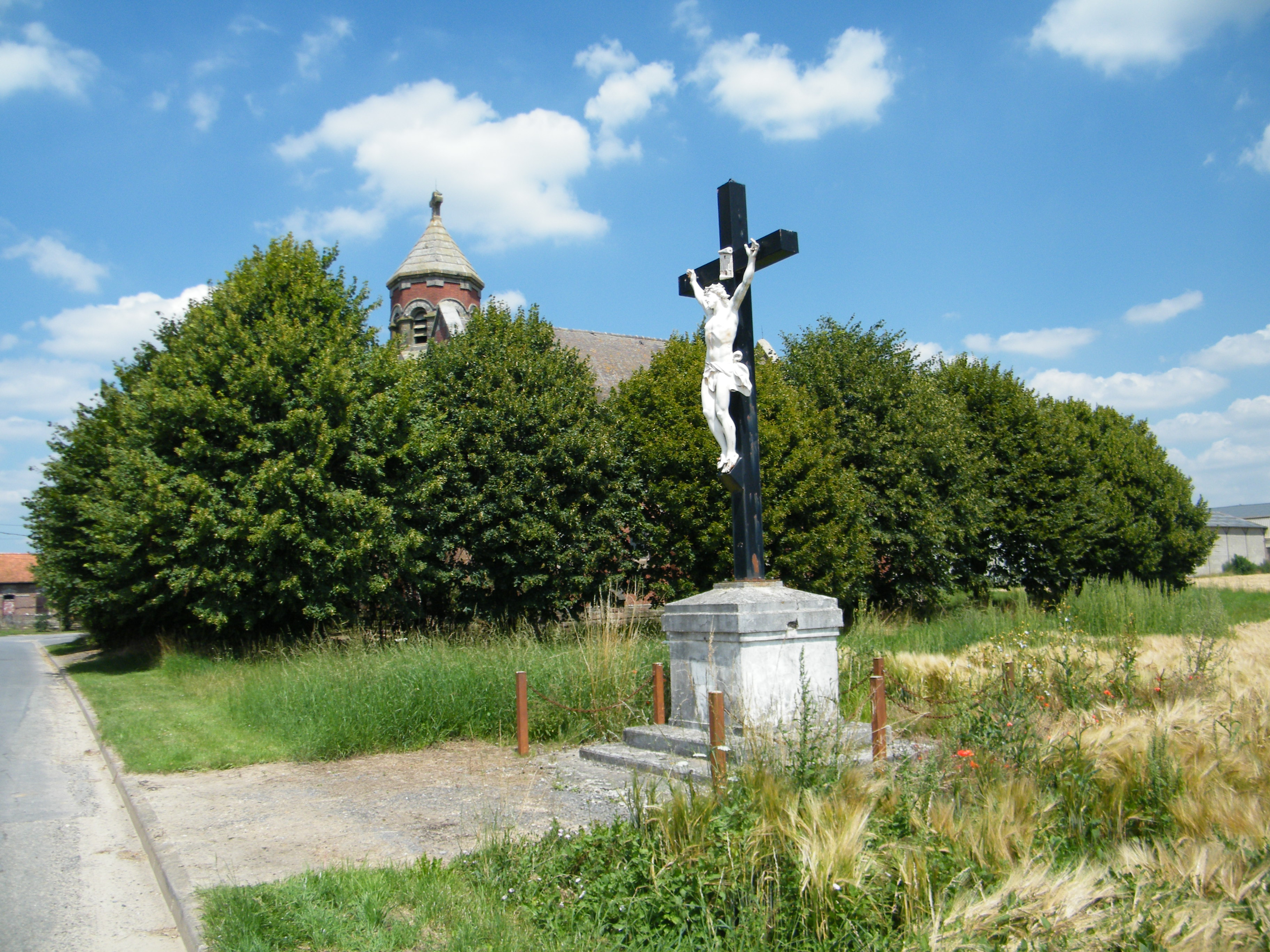
Calvaire monumental, avec l'église Saint-Denis de Becquincourt, en arrière-plan.
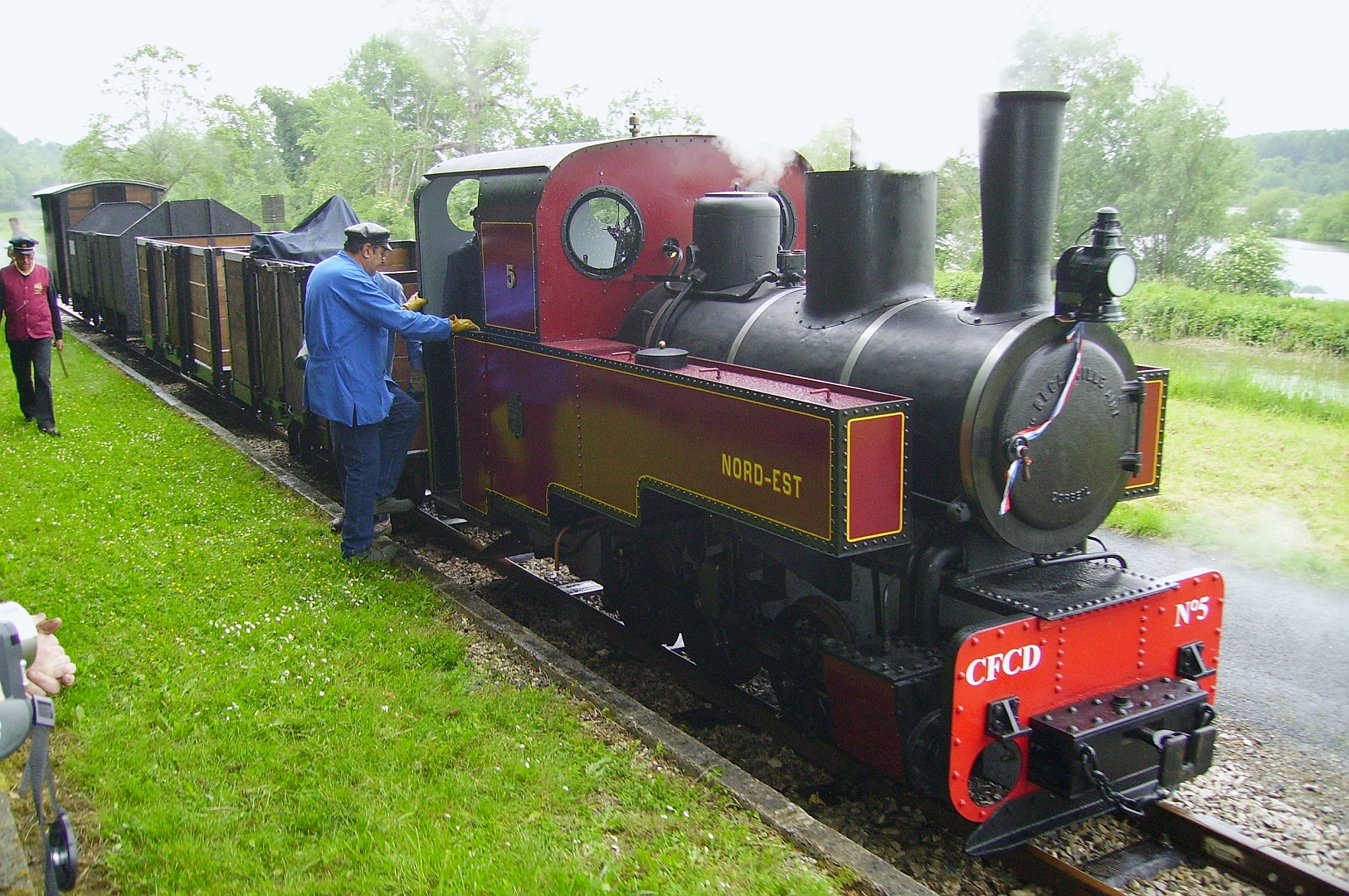
Le chemin de fer de Froissy-Dompierre

## Pour approfondir